# Łucja
Łucja, Lucja – żeński odpowiednik imienia Łucjusz lub Lucjusz. Oznacza dziewczynkę narodzoną o wschodzie słońca.
W dokumentach staropolskich figuruje jako Łucyja (1208), Łuc(z)a (1431). Literatura w XIX wieku sprawiła, że imię stało się nieco bardziej powszechne.
W styczniu 2025 r. w rejestrze PESEL, wśród publicznie dostępnych danych dotyczących osób żyjących, wykazano 49652 kobiet o imieniu Łucja oraz 2849 o imieniu Lucja, nadanych jako imię pierwsze.
Łucja imieniny obchodzi 19 lutego, 4 marca, 25 marca, 25 czerwca, 6 lipca, 9 lipca, 16 września, 26 września, 16 listopada i 13 grudnia.

## Kobiety o imieniu Łucja
- św. Łucja Rzymska – męczennica
- św. Łucja Kim – męczennica koreańska
- św. Łucja Pak Hŭi-sun – męczennica koreańska
- św. Łucja Yi Zhenmei – chińska katechetka, męczennica
- św. Łucja Kim Nusia – męczennica koreańska
- bł. Łucja a Septifone – włoska dziewica, kamedułka, XII w.
- bł. Łucja z Narni – włoska dominikanka, stygmatyczka i mistyczka
- bł. Łucja z Caltagirone – włoska franciszkanka i ascetka
- św. Łucja Wang Wang – męczennica chińska
- św. Łucja Wang Cheng – męczennica chińska
- Łucja dos Santos – portugalska zakonnica, wizjonerka NMP z Fátimy

- Lucie Bílá – czeska aktorka i piosenkarka
- Lucia Bose – włoska aktorka
- Lucylla (Łucja) Chełchowska – polska aktorka teatralna
- Lucy Liu – aktorka
- Lucy Mair – antropolożka
- Lucia Popp – śpiewaczka
- Łucja Prus – piosenkarka polska
- Lucie Šafářová – czeska tenisistka
- Lucia z Trypolisu – hrabina Trypolisu
- Łucja Wydrowska – honorowa obywatelka Tczewa, doktor medycyny
- Lucy Maud Montgomery – kanadyjska pisarka
- Lucie Vondráčková – czeska aktorka i piosenkarka

## Postacie fikcyjne noszące imię Łucja
- Łucja Pevensie – bohaterka powieści Clive'a Staplesa Lewisa – „Opowieści z Narnii”
- Łucja Pałys – bohaterka cyklu powieści Małgorzaty Musierowicz – „Jeżycjada”
- Łucja z Lammermooru – opera